# Condado de Laurel
El condado de Laurel (en inglés: Laurel County), fundado en 1826, es uno de 120 condados del estado estadounidense de Kentucky. En el año 2000, el condado tenía una población de 52,715 habitantes y una densidad poblacional de 47 personas por km². La sede del condado es London.

## Geografía
Según la Oficina del Censo, el condado tiene un área total de 1150 km² (444 mi²), de la cual 1129 km² (435,9 mi²) es tierra y 21 km² (8,1 mi²) (1.81%) es agua.

### Condados adyacentes
- Condado de Jackson (noreste)
- Condado de Clay (este)
- Condado de Knox (sureste)
- Condado de Whitley (sur)
- Condado de McCreary (suroeste)
- Condado de Pulaski (oeste)
- Condado de Rockcastle (noroeste)

## Demografía
Según la Oficina del Censo en 2000, los ingresos medios por hogar en el condado eran de $27,015, y los ingresos medios por familia eran $31,318. Los hombres tenían unos ingresos medios de $27,965 frente a los $19,757 para las mujeres. La renta per cápita para el condado era de $14,165. Alrededor del 21.30% de la población estaban por debajo del umbral de pobreza.

## Localidades
- London

### Comunidades no incorporadas
- Atlanta
- East Bernstadt
- Lake
- North Corbin